# Abraham Mapu

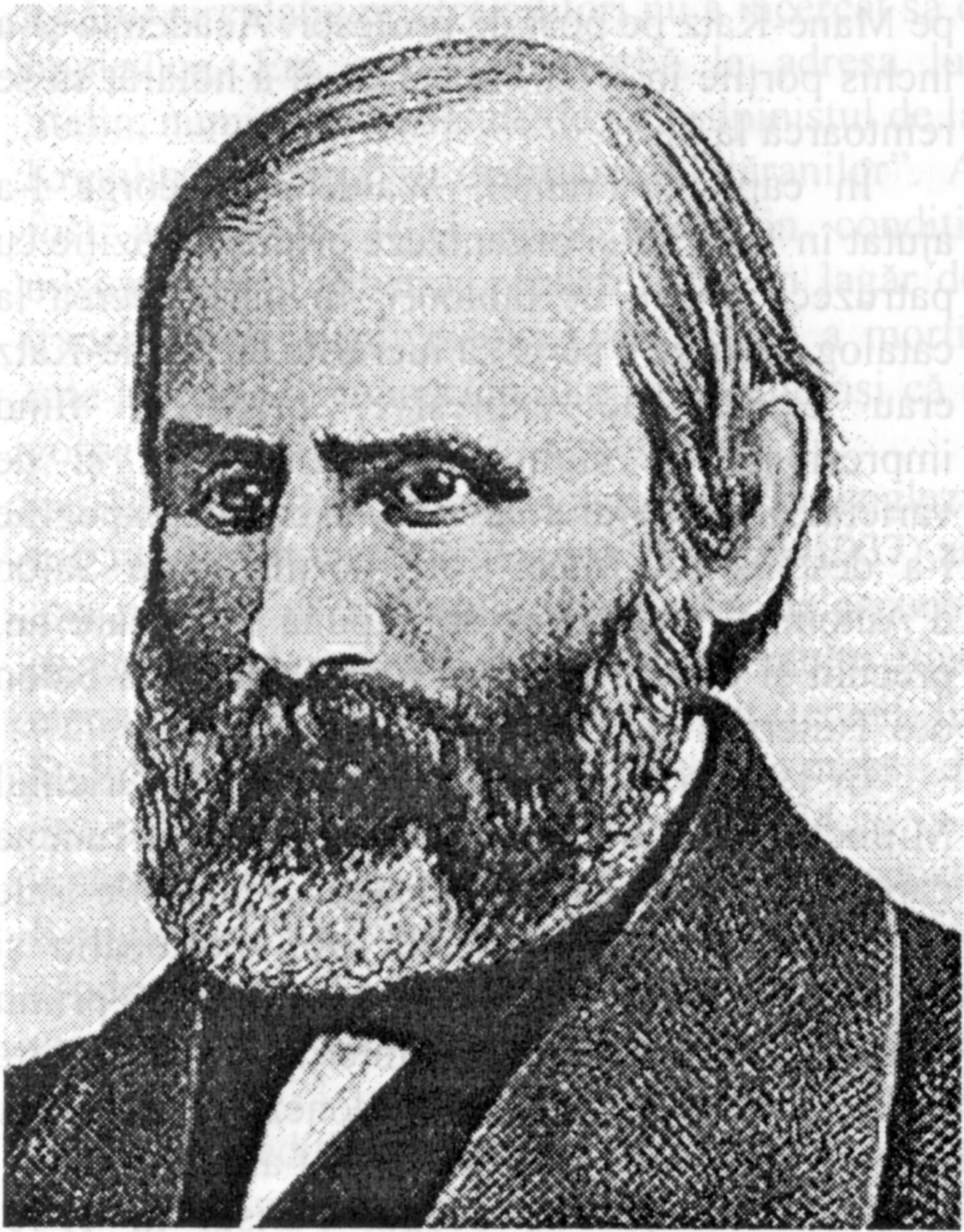
Abraham Mapu.

Abraham Mapu, född den 10 januari 1808 i Kaunas, död den 9 oktober 1867 i Königsberg, var en judisk romanförfattare. 
Mapu skrev på hebreiska och bidrog livligt till den hebreiska litteraturens renässans. Hans främsta romaner, som gjorde djupt intryck i hela den judiska världen, är de, som på engelska bär titlarna Amnon, prince and peasant och Transgression of Samaria. De är översatta till många språk.